# Seyssinet-Pariset
 Seyssinet-Pariset  es una localidad y comuna de Francia, en la región de Ródano-Alpes, departamento de Isère, en el distrito de Grenoble y cantón de Fontaine-Seyssinet. Es la mayor población del cantón.
Está integrada en la Communauté d'agglomération Grenoble Alpes Métropole.

## Historia
Al principio, el pequeño municipio de Pariset constaba de tres partes muy distintas pero unidas por un tranvía: Seyssinet, Pariset y Saint-Nizier. Como la distancia entre estos núcleos de población era mucha, el ayuntamiento estudió el proyecto de dividir este gran municipio en dos.
En 1926 se adoptó el proyecto por mayoría: habían de formarse dos nuevos municipios, Seyssinet y Pariset-Saint-Nizier. Pero como consecuencia de un nuevo estudio, se optó por que Pariset estuviera unido con Seyssinet, y no con Saint-Nizier. Finalmente, los dos nuevos municipios serían Seyssinet-Pariset y Saint-Nizier-du-Moucherotte.
Esta reorganización administrativa marcó la historia municipal durante la III República.
La proximidad a Grenoble se ha reforzado con la comunicación directa hacia el centro de la aglomeración urbana mediante la línea C del tranvía grenoblino.

## Geografía
El territorio municipal de Seyssinet-Pariset está situado entre el pico de Vercors y la orilla occidental del Drac, el afluente del Isère. La ciudad es miembro de la communauté de communes de Grenoble.

## Demografía
| 571 | 673 | 730 | 734 | 973 | 957 | 1 006 | 936 | 944 | 932 | 930 | 914 | 904 | 886 | 903 | 992 | 904 | 861 | 846 | 970 | 951 | 1 342 | 1 319 | 1 358 | 1 612 | 2 072 | 4 539 | 10 869 | 12 157 | 12 893 | 13 241 | 13 074 | 12 582 |
| Para los censos de 1962 a 1999 la población legal corresponde a la población sin duplicidades (Fuente: INSEE [Consultar]) |     |     |     |     |     |       |     |     |     |     |     |     |     |     |     |     |     |     |     |     |       |       |       |       |       |       |        |        |        |        |        |        |

Forma parte de la aglomeración urbana de Grenoble.

### Comunas limítrofes
Engins, Fontaine, Grenoble, Saint-Nizier-du-Moucherotte, Seyssins.